# Автомагістраль AP-1 (Іспанія)
Автомагістраль AP-1 також Північне шосе (ісп. Autopista del Norte) — це іспанське шосе, яке наразі складається з двох ділянок: одна між Бургосом і Арміньйоном (Алава) введена в експлуатацію в 1984 році та наразі є безкоштовною, і ділянка, яка починається в Ечаваррі-Вінья, поблизу Віторії, і закінчується в Іруні, була введена в експлуатацію у 2009 році і є платною. Від Ейбару він приєднується до AP-8, зберігаючи подвійне найменування, і продовжує рух у східному напрямку до Іруна та кордону з Францією.
До 2018 року ділянка між Бургосом і Арміньйоном була оплачуваною, коли термін дії концесії закінчився, і уряд Педро Санчеса вирішив не продовжувати її та включити ділянку до безкоштовної громадської мережі.

## Історія та опис
Оригінальний проєкт 1974 року включав автомагістраль, яка охоплювала маршрут між Бургосом і Мальзагою (Ейбар) у Гіпускоа, але концесійна компанія побудувала лише ділянку від Бургоса до міста Арміньйон, яка охоплювала маршрут довжиною 84,3 км і це має три тунелі загальною довжиною 1314 м, які долають найбільші орографічні труднощі маршруту. Ця ділянка, яка була введена в експлуатацію в 1984 році, припинила свою концесію 30 листопада 2018 року, відтоді залишаючись безкоштовною автомагістраллю у державній власності.
У 1990-х роках провінційні ради Гіпускоа та Алава погодилися здійснити будівництво частини, яка спочатку не була здійснена, і яка повністю проходить через Країну Басків. Між Ейбаром і Віторією маршрут досягає 46,2 км і повністю введений в експлуатацію 22 травня 2009 року. Його управління залежить від цих двох державних органів.
До 2003 року та згідно з правилами того часу ділянка між Бургосом і Арміньйоном називалася A-1.